# Sydafrika i olympiska sommarspelen 1956
Sydafrika deltog med 50 deltagare vid de olympiska sommarspelen 1956 i Melbourne. Totalt vann de fyra bronsmedaljer.

## Medalj

### Brons
- Henry Loubscher - Boxning, lätt weltervikt.
- Daniel Bekker - Boxning, tungvikt.
- Alfred Swift - Cykling, tempolopp.
- Natalie Myburgh, Susan Roberts, Moira Abernethy och Jeanette Myburgh - Simning, 4 x 100 meter frisim.